# Roman Féder
Mgr. art. Roman Féder (* 19. srpna 1966, Bratislava) je slovenský hudebník, televizní a divadelní herec, humorista a zpěvák. Je vedoucím členem old time hudební skupiny Funny Fellows.

## Životopis
Vyrůstal v Pezinku v rodině hudebníků a amatérských herců. V místní Lidové škole umění se učil hrát na housle. Později zde navštěvoval literárně-dramatický obor. Své první angažmá získal v Trnavském divadle, kde odehrál kolem třiceti vystoupení měsíčně. V roce 1990 absolvoval studium herectví na Vysoké škole múzických umění v Bratislavě.
V roce 1989 založil Bratislava Hot Serenaders a v roce 1993 jazzové uskupení Funny Fellows, kde je trumpetistou, houslistou a zpěvákem.
Je bývalým manželem herečky Zuzany Haasové, se kterou má dcery Sidónii a Romanu.